# Кокалянски манастир
Кокалянският манастир „Свети Архангел Михаил“ е православен мъжки манастир край Кокаляне, България.

## Местоположение
Разположен е в Плана планина, на около 4 километра югоизточно от село Кокаляне и около 6 километра североизточно от село Железница, в подножието на връх Манастирище (1338 m.н.в).

## История
Манастирът е изграден в средата на 14 век, по време на управлението на цар Иван Александър. Съществува легенда, която свързва създаването му с местния болярин Радослав (Радо или Радесав), когото някои свързват с Радослав Мавър, болярин от края на XV в. Според нея при един лов в Плана, Радослав убил една сърна, която преди да издъхне проронила едри сълзи. Трогнат от това благородникът заповядал на това място да се съгради манастир в чест на Св. Архангел Михаил.
В Кокалянския манастир е намерен Урвишкият сборник, съставен през XVI век. Той съдържа 50 листа, представящи сведения за поклонници, беседи и четири похвални слова за архангелите Михаил и Гавриил (включително и похвалното слово от Климент Охридски). През 1579 г. Кокалянското евангелие на Йоан Кратовски.
По времето на Османското владичество в България е бил значим книжовен център. Опожаряван е на два пъти. През 1858 г. манастирът е възстановен на мястото на стария от йеромонах Хрисант. На 16 юни 1898 г. манастира е ограбен, а отец Хрисант е убит от разбойници. Погребан е до входната врата на манастирския двор. След Освобождението в края на 19 век е възстановен напълно. Старата църква е съборена и с дарения на местното население е съградена нова постройка от ломени камъни в периода 1896 – 1898 г. През 1969 година манастирът е обявен за паметник на културата.

## Архитектура
Манастирският комплекс се състои от храм „Св. Архангел Михаил“, храм „Свето преображение Господне“, две двуетажни манастирски сгради, магерница, камбанария и стопански постройки. Иконите са дарение от жители на Железница, а църквата е изписана от Никола Образописов и учениците му от Самоковската художествена школа през 1896 г.
Кокалянският манастир „Св. Архангел Михаил“ e част от „Софийската Света гора" и заедно със Средновековната крепост Урвич, Панчаревския манастир „Св. Никола – Летни" и Крепостната черква-манастир „Св. Илия", образуват Урвичкия крепостен комплекс.
Манастирът е в ремонт и е отворен за посещение в събота и неделя от 7:00 до 16:00 ч. (само за храма). Достига се по стръмна пътека от „Дяволския маст“ на река Ведена.